# Marko Varalahti
Marko Varalahti (ur. 1968) – fiński bokser, kick-bokser oraz strongman.
Mistrz Finlandii Strongman w 1995 r.
Krótką karierę siłacza przerwała kontuzja pleców.
Wymiary:
- wzrost 201 cm
- waga 140 kg

## Osiągnięcia strongman
- 1992
  - 3. miejsce – Mistrzostwa Finlandii Strongman
- 1993
  - 2. miejsce – Mistrzostwa Finlandii Strongman
- 1995
  - 1. miejsce – Mistrzostwa Finlandii Strongman
  - 3. miejsce – Mistrzostwa Świata Strongman 1995
- 1996
  - 3. miejsce – Mistrzostwa Finlandii Strongman